# 俞通海

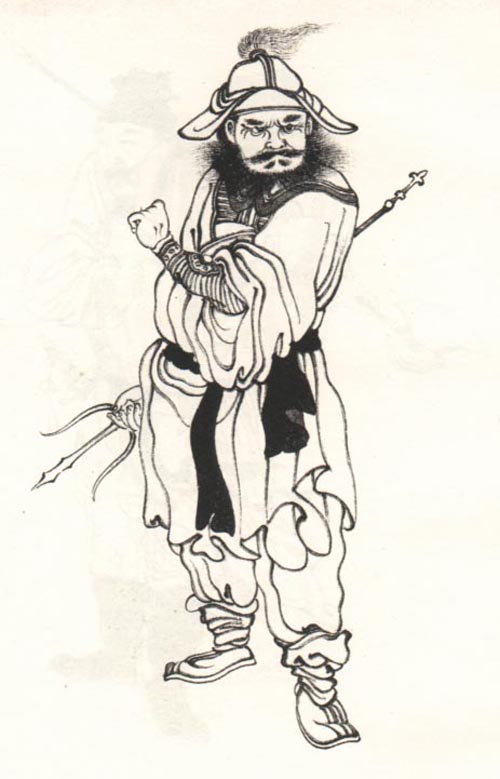
俞通海

俞通海（1330年—1367年），字碧泉，巢县人（今安徽巢湖市人）。元末水师名将。

## 生平
其父亲为俞廷玉，带领其与弟俞通源、俞通淵、趙普勝、廖永安跟随朱元璋。其善于水战，跟随渡江并连克采石、太平，攻陷海牙水寨。当时右眼中箭，让其下士穿其盔甲督战，后敌人误以为是俞通海，于是撤退。
后趙普勝叛变跟随陈友谅，并攻陷池州等地。后朱元璋派俞通海攻下樅陽，赶走趙普勝，并收复池州，升任僉樞密院事，后升任樞密院同知。此后跟随大军攻陷銅陵、九江、南昌、廬州，大败陈友谅部队。此后攻陷武昌，并任中書省平章政事。后在攻占桃花塢的时候中流矢重伤，被送还金陵。后来朱元璋亲自到住处探望，次年去世。朱元璋参加葬礼并非常悲伤，追封其为豫國公，侑享太廟，肖像供奉于功臣廟。洪武三年，改为虢國公，諡忠烈。